# Abdij van Luxeuil

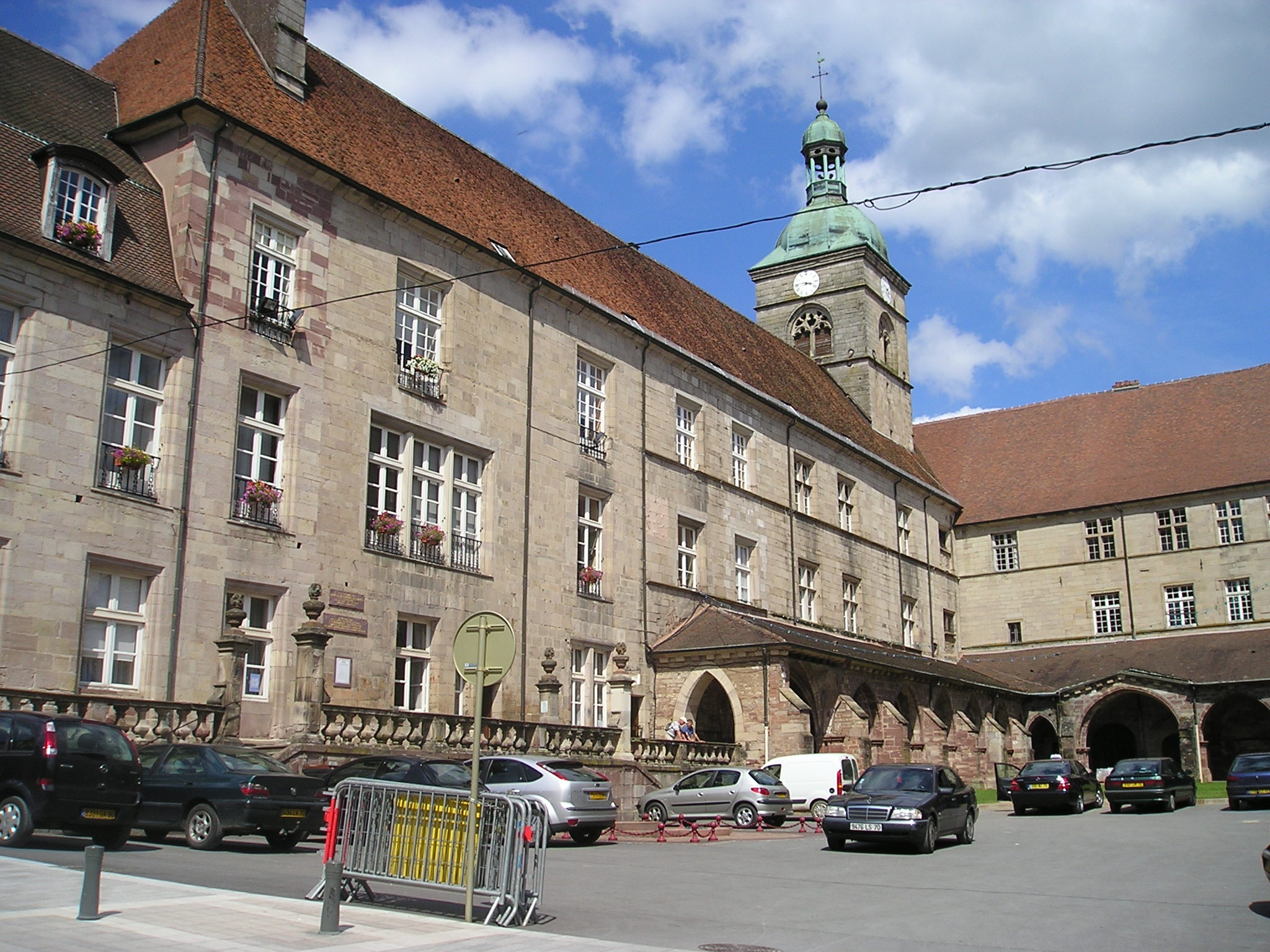
Voormalige abdijkerk en -gebouwen

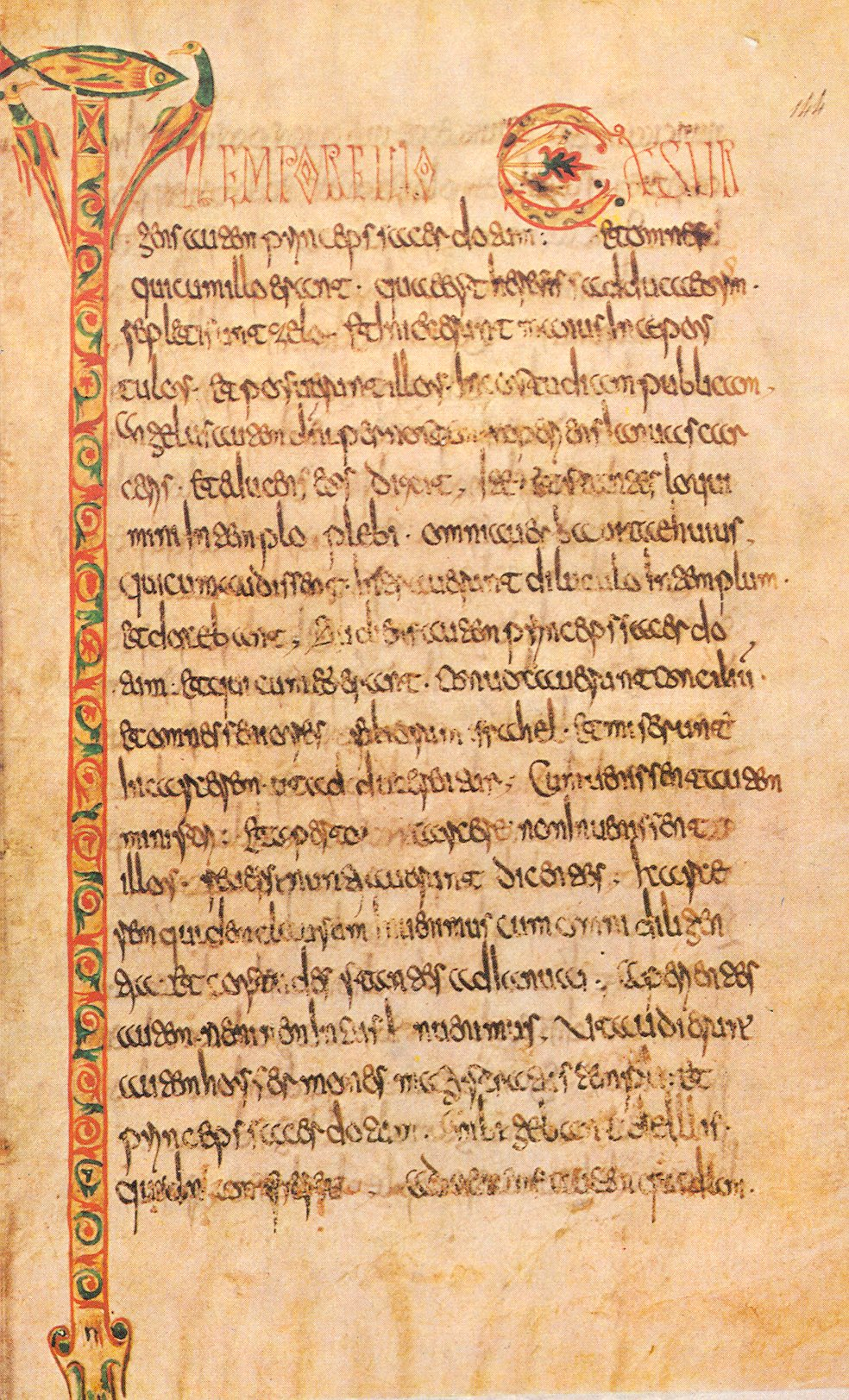
7e-eeuws handschrift afkomstig van de abdij van Luxeuil

De Abdij van Luxeuil was een invloedrijk klooster in Austrasië. Het bevond zich in  in Luxeuil-les-Bains in het Franse departement Haute-Saône. Er zijn slechts enkele gebouwen van de abdij bewaard gebleven. De gotische kerk uit 1330 doet nog steeds dienst als parochiekerk van Luxeuil-les-Bains.

## Geschiedenis
Omstreeks 590 vestigde de heilige Columbanus, een Ierse monnik en missionaris van het Keltische christendom, zich met zijn elf gezellen in Luxeuil, een voormalig Keltisch heiligdom dat in 451 was verwoest door Atilla. Ze bouwden er de abdij van Luxeuil, een klooster waar zij leefden volgens de kloosterregel van Columbanus. Het werd al spoedig de meest welvarende abdij van Gallië. De gemeenschap was zo talrijk dat voor de eerste maal dag en nacht de laus perennis werd gezongen.
In 603 kwam Columbanus in aanvaring met koningin Brunhilde van Austrasië en werd verbannen. De abdij bleef goed functioneren onder zijn opvolgers, waaronder de heilige Eustatius van Luxeuil. Ze stichtten menig klooster en adviseerden bestaande kloosters bij hun ontwikkeling. De autoriteit van Luxeuil was toonaangevend in heel Francië.
In 670 produceerde de abdij het eerste handschrift met kleine letters (onderkast). Tot die tijd gebruikte men alleen hoofdletters. 
In 731 werd de abdij uitgemoord en vernield door de Saracenen. Enkele overlevenden herbouwden de abdij maar zij werd in de 9e eeuw opnieuw geplunderd en vernield, ditmaal door de Vikingen. Met hulp van koning Lodewijk de Vrome werd de abdij in 817 weer opgebouwd onder leiding van de heilige Ansegisus. De Regula Benedicti (de kloosterregel van Benedictus van Nursia) werd ingevoerd. In 820 werd de toen negentienjarige Drogo van Metz, een onwettige zoon van Karel de Grote, benoemd tot abt. 
In 1201 bevestigde koning Filips van Zwaben de status van koningsklooster. Het abdijvorstendom kon zijn zelfstandigheid echter moeilijk handhaven. In 1248 kwam het onder protectie van het hertogdom Lotharingen en in 1258 onder die van het graafschap Champagne. Uiteindelijk kwam het onder de protectie van het graafschap Bourgondië.
In het Verdrag van Atrecht in 1435 erkende de abdij de voogdij van de graven. Het verdrag van Madrid van 1534 met keizer Karel V lijfde het prinsdom definitief in bij het graafschap Bourgondië.
Vanaf de 15e eeuw trad verval op door het feit dat de abdij in commendam verklaard was, wat inhield dat de abt van buiten de monnikengemeenschap benoemd kon worden. Dit werd zo een baan waar vrijwel iedere vervolgens benoemde abt zo veel mogelijk persoonlijk gewin uit probeerde te verkrijgen. Een van de bekendste abten in commendam was Giuliano della Rovere - de latere paus Julius II - die deze functie uitoefende van 10 december 1473 tot aan 2 december 1474. In 1643 kwam de abdij onder toezicht van de hervormde congregatie van Saint-Vanne (Verdun) en slaagde erin weer behoorlijk voorspoedig te worden. Tijdens de Franse Revolutie in de 18e eeuw werden de monniken opnieuw verjaagd.

## Monniken van de abdij
- St. Acharius
- St. Ansegisus
- St. Aubertus
- Bertinus van Artesië
- St. Mommolinus
- St. Audomarus (Sint-Omaars)
- St. Eustachius
- St. Remaclus
- St. Walaricus (heilige Valeer)